# Heterotrissocladius marcidus
Heterotrissocladius marcidus är en tvåvingeart som först beskrevs av Walker 1856.  Heterotrissocladius marcidus ingår i släktet Heterotrissocladius och familjen fjädermyggor. Arten är reproducerande i Sverige. Inga underarter finns listade i Catalogue of Life.